# De kribbige krab
De kribbige krab is een kort stripverhaal uit de reeks van Suske en Wiske. Het is geschreven door Peter Van Gucht en getekend door Dirk Stallaert. Het verhaal wordt gepubliceerd in Tros Kompas van 20 september 2008 tot en met 14 februari 2009.

## Locaties
Dit verhaal speelt zich af op de volgende locaties:
- de kust, een kroeg, de haven, de Miranda, de Velmundo Cadiz

## Personages
In dit verhaal spelen de volgende personages mee:
- Suske, Wiske, Lambik, Jerom, Jaak Kokkisijn, Jan Sjovis, Garnot, Tine Langoest, kustwacht

## Uitvindingen
In dit verhaal spelen de volgende uitvindingen van professor Barabas een rol:
- de minineff

## Het verhaal
Lambik en Jerom hebben Suske en Wiske meegenomen naar de kust en op tv wordt gemeld dat er een zeemonster is gesignaleerd en er is een journaliste verdwenen. De volgende dag gaan de vrienden vissen, Lambik gaat naar de kroeg als hij niet genoeg vangt. Daar wordt hij gezien door twee mannen en ze vertellen dat hun boot, de Miranda, door het monster werd aangevallen en vragen of Lambik het monster vangen wil. Jerom besluit de volgende dag mee te gaan en Lambik neemt spullen mee uit zijn tijd als de gramme huurling. Suske en Wiske horen een telefoongesprek en komen er zo achter dat de boot waarop Lambik en Jerom zijn vertrokken, als lokaas dient. Ze gaan naar professor Barabas en vliegen met de minineff achter de boot aan, maar ze storten neer als ze door de bliksem worden geraakt.
Intussen is de boot stilgevallen en Lambik ziet een enorm gevaarte opdoemen. Zijn spullen zijn gesaboteerd en Jerom is verdoofd. Het monster laat de boot zinken en Lambik kan de verdoofde Jerom met moeite boven water houden. Dan duikt een onderzeeër op en Kokkisijn vertelt dat hij Jan komt halen. Hij heeft de boot en de spullen van Lambik gesaboteerd en Jerom verdoofd, omdat ze het monster in handen willen krijgen. Suske en Wiske drijven met de minineff naar een vastgelopen schip en de naam van dit schip werd genoemd in het telefoongesprek dat ze toevallig hoorden. Ze verstoppen zich aan boord en ontmoeten Krill, die de visstand op peil wil houden en daarom vissersboten aanvalt. Ook Kokkisijn en Jan komen naar het schip, maar Krill merkt dit door het geluid van de radar en kan de onderzeeër onschadelijk maken.
Suske en Wiske maken vuur en hopen dat de rook gezien wordt. Jerom is weer bij bewustzijn gekomen en Lambik heeft een vlot gebouwd, ze zien de rook en gaan ernaartoe. Suske en Wiske raken in de problemen door het vuur en klimmen omhoog op het schip. Krill wil de kinderen helpen, maar Kokkisijn is op de boot gekomen en houdt hem onder schot met een harpoen. Ze ontmaskeren Krill en het blijkt Tine Langoest te zijn, de vermiste journaliste. Kokkisijn wil de krab gebruiken om de boten van zijn concurrenten te laten zinken. Kokkisijn bindt Krill vast, zodat ze zal verdrinken als het hoogwater wordt. Suske wil de journaliste helpen en probeert de minineff te herstellen.
Lambik en Jerom komen bij de boot en helpen Tine en ze legt uit wat er aan de hand is. Jerom kan Wiske nog net redden als het vuur een explosie veroorzaakt en Suske heeft zichzelf in veiligheid gebracht met de minineff. Hij vliegt naar de krab en kan deze laten kantelen en Jerom redt de mannen uit de zee. De kustwacht komt op de explosie af en rekent de mannen in. Tine moet de schade betalen en wordt mild gestraft voor haar acties. De vrienden gaan opnieuw vissen en Lambik wordt woedend als het weer niet naar zijn zin gaat.

## Uitgaven

### Achtergronden bij de uitgaven
- De publicatie in Tros Kompas begon met twee aankondigingen van 1 strook op 13 september 2008, waarna het verhaal volgde vanaf 20 september 2008.